# Sofronio Pocarini

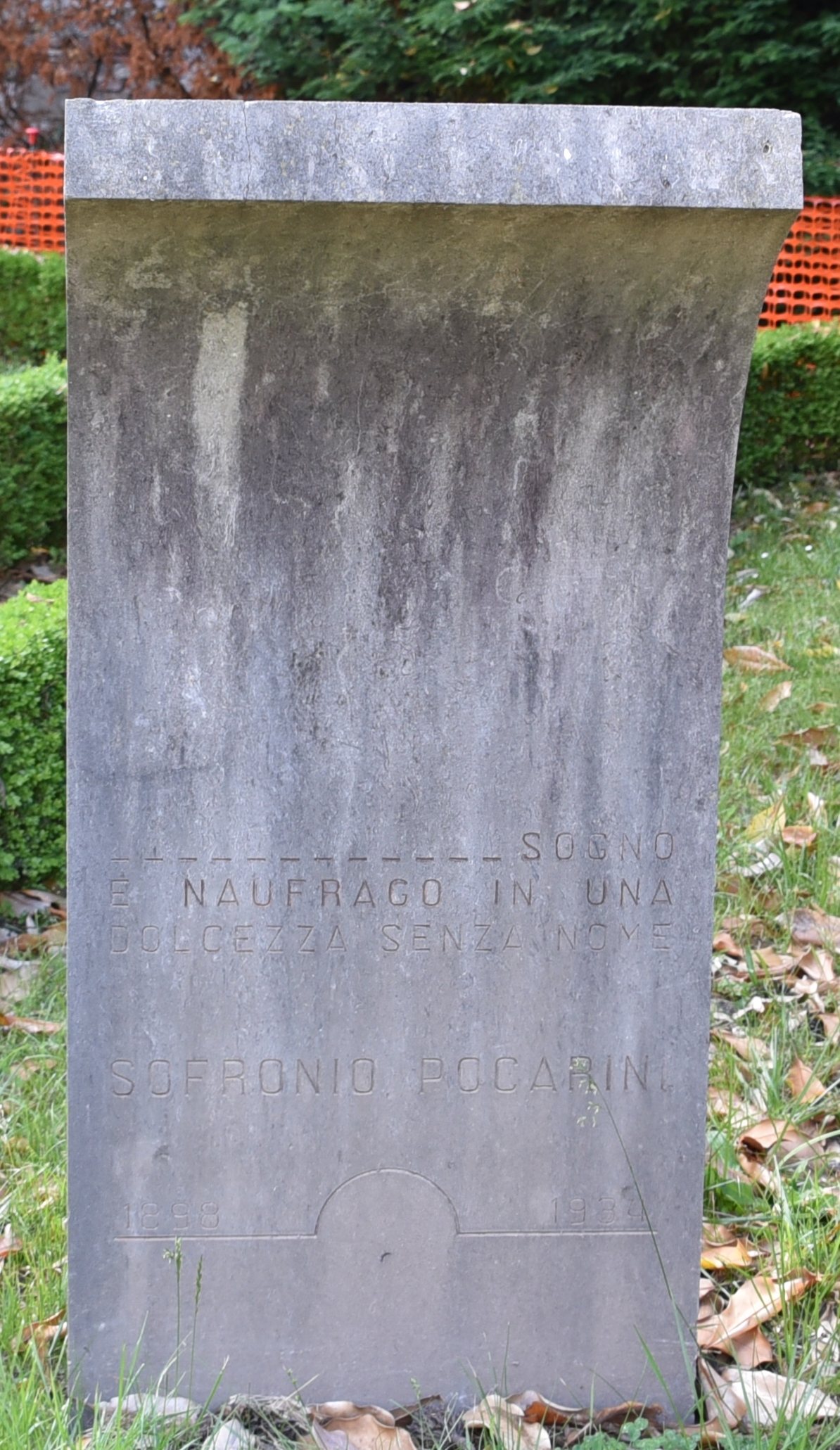
Monumento a Gorizia

Sofronio Pocarini, in origine Pocar (Fiumicello, 5 febbraio 1898 – Grado, 4 agosto 1934), è stato un pittore, poeta e giornalista italiano, fratello del traduttore Ervino Pocar.

## Biografia
Sofronio Pocarini nacque a Fiumicello, terzo di quattro fratelli, da Giovanni Pocar, contadino. Si trasferì ancora bambino a Gorizia dove studiò nel locale ginnasio. Di sentimenti irredentisti, italianizzò il proprio cognome in Pocarini negli anni della prima guerra mondiale - al contrario del fratello Ervino - pur avendo dovuto combattere nell'esercito austroungarico nei reparti sanitari.
Animatore del Futurismo friulano, ebbe un ruolo di primo piano nell'arte e nelle lettere goriziane, dirigendo fra l'altro innumerevoli periodici locali, come: “El refolo gorizian”, “La voce di Gorizia”, “L'aurora”, “Squille isontine” e “L'eco dell'Isonzo”. Si iscrisse al Movimento e al Partito Futurista nel 1919, instaurando in seguito corrispondenze epistolari con i più alti esponenti di questa corrente socio-artistica. A Gorizia inaugurò dunque il Gruppo Futurista Giuliano, assieme a Mirko Vucetich, Giorgio Carmelich e Luigi Spazzapan
Fondatore della Compagnia di Teatro Semifuturista - fortemente appoggiata da Marinetti, di cui era amico e al quale presentò Tullio Crali - autore di numerosi volumi di poesia e di diversi dipinti (pur essendo pittore pressoché autodidatta), morì annegato a Grado il 4 agosto 1934, durante la preparazione di una mostra di artisti futuristi.
Al fratello, Ervino Pocar ha dedicato il volume Mio fratello Sofronio (1976).